# Puysserampion
Puysserampion – miejscowość i gmina we Francji, w regionie Nowa Akwitania, w departamencie Lot i Garonna.
Według danych na rok 1990 gminę zamieszkiwały 274 osoby, a gęstość zaludnienia wynosiła 26 osób/km² (wśród 2290 gmin Akwitanii Puysserampion plasuje się na 905. miejscu pod względem liczby ludności, natomiast pod względem powierzchni na miejscu 1026.).